# Margrete af Frankrig (1158-1197)
Margrete af Frankrig (fransk: Marguerite, ungarsk: Margit; 1158 – 18. september 1197) var dronning af England gennem sit ægteskab med Henrik den Unge Konge og dronning af Ungarn og Kroatien gennem sit ægteskab med Béla 3. af Ungarn.

## Liv
Hun var den ældste datter af Ludvig 7. af Frankrig fra hans andet ægteskab med Konstance af Kastilien. Hendes ældre halvsøstre, Marie og Alix, var også ældre halvsøstre af hendes fremtidige mand.
Hun blev forlovet med Henrik den Unge Konge den 2. november 1160. Henrik var den anden af fem sønner født i ægteskabbet mellem Kong Henrik 2. af England og Eleonora af Aquitanien. Han var fem år gammel ved aftalens indgåelse, mens Margrete var tre år. Margretes medgift var den vitale og meget omstridte territorium Vexin.

### Dronning af England
Hendes mand sin fars medkonge i 1170. Fordi ærkebiskop Thomas Becket var i eksil, blev Margrete ikke kronet sammen med sin mand den 14. juli 1170. Denne undladelse og kroningen, der blev håndteret af en stedfortræder, gjorde hendes far meget vred. For at behage den franske konge fik Henrik 2. sin søn og Margrete kronet sammen i Winchester Cathedral den 27. august 1172. Da Margrete blev gravid, opholdt hun sig i Paris, hvor hun den 19. juni 1177 fødte en for tidligt født søn, parrets eneste søn Vilhelm, som døde tre dage senere den 22. juni. Hun fik ingen yderligere børn.
I 1182 blev hun beskyldt for at have haft et kærlighedsaffære med William Marshal, 1. jarl af Pembroke, dog betvivlede samtidige krønikeskrivere sandheden af disse beskyldninger. Henrik har muligvis startet processen mod at få deres ægteskab annulleret tilsyneladende på grund af hendes utroskab, men i virkeligheden fordi hun ikke kunne føde en arving. Margrete blev sendt tilbage til Frankrig ifølge E. Hallam (The Plantagenets) og Amy Kelly (Eleonore of Aquitaine og the four kings) for at holde hende i sikkerhed under borgerkrigen mod den unge Henriks bror Richard Løvehjerte. Hendes mand døde i 1183, mens han var på felttog i Dordogne-regionen i Frankrig. I kraft af sit ægteskab med Henrik den Unge Konge, hertugen af Anjou, blev hun indsat som hertuginde. Den krone, som han og hun ville have båret, blev beskrevet omkring 1218 som "Huset Anjous traditionelle ring af roser krone". Margrete kan have taget hendes krone med til Ungarn i 1186, da hun giftede sig med kong Bela 3. En ring af roser krone blev fundet i en klostergrav i Budapest i 1838, som måske er den samme.

### Dronning af Ungarn
Efter at have modtaget en betydelig pension i bytte for overgivelse af sin medgift, bestående af Gisors og Vexin, blev hun Béla 3. af Ungarns anden hustru i 1186.
Hun blev enke for en anden gang i 1196 og døde på pilgrimsrejse til Det hellige Land i Akko i 1197, hvortil hun var ankommet blot otte dage før sin død. Hun blev begravet i Katedralen i Tyrus, ifølge Ernoul, krønikeskriveren, der fortsatte Vilhelm af Tyrus' krønike.